# Believe in Me (Bonnie-Tyler-Lied)
Believe in Me ist ein Lied von Bonnie Tyler aus dem Jahr 2013 und die erste Single aus ihrem 16. Studioalbum Rocks and Honey, aufgenommen in den Blackbird Studios in Nashville. Es war der britische Beitrag zum Eurovision Song Contest 2013 in Malmö, wo es den 19. Platz erreichte.
Das Cover-Bild stammt von Tylers Neffen Andrew Hopkins, der als Fotograf tätig ist.

## Versionen und Remixe
| #  | Version / Remix | Länge |
| -- | --------------- | ----- |
| 1. | Eurovision Edit | 3:01  |
| 2. | Album Version   | 3:57  |

## Musikvideo
Das Musikvideo hatte am 6. März 2013 auf den YouTube-Kanälen der BBC und Eurovision Premiere. Es wurde im englischen East Sussex gedreht.

## Live-Aufführungen
Erstmals live sang Tyler das Lied im Rahmen der „Rock Meets Classic Tour 2013“ am 18. Februar in Berlin.
Beim Eurovision Song Contest am 18. Mai 2013 führte Tyler den Song mit vier Background-Sängern und Gitarrist Matt Prior auf und erreichte dabei den 19. Platz von 26 Teilnehmern.